# Bostrychus sinensis
Bostrychus sinensis es una especie de pez del género Bostrychus, familia Butidae. Fue descrita científicamente por Lacepède en 1801.
Se distribuye por Indo-Pacífico: India a Australia y Taiwán. También se encuentra en Japón y China. La longitud estándar (SL) es de 22 centímetros. Habita en aguas costeras y se alimenta de crustáceos y pequeños peces.
Está clasificada como una especie marina inofensiva para el ser humano.